# 6506 Klausheide
6506 Klausheide (1978 EN10) là một tiểu hành tinh vành đai chính được phát hiện ngày 15 tháng 3 năm 1978 bởi S. J. Bus ở Palomar.